# Medborgarnas flyktingombudsman
Medborgarnas flyktingombudsman (MFO), Flyktingombudsmannen, var en svensk förening verksam 2002–2007 på initiativ av tankesmedjan Timbros dåvarande vice vd Mauricio Rojas. Syftet var att lyfta fram asylsökandes och flyktingars intressen i svensk debatt och föra dessa gruppers talan. Den styrdes av en självsupplerande kommitté. Innehavare av titeln Medborgarnas flyktingombudsman var sedan instiftandet debattören Merit Wager.
Flyktingombudsmannen uppmärksammades i samband med att man hade problematiserat Sveriges flyktingmottagande; exempelvis drivit frågor om möjligheten att återkalla svenska medborgarskap, eller riktat kritik mot det faktum att många personer erhållit medborgarskap på falska eller felaktiga grunder.
Medborgarnas flyktingombudsman lade ned sin verksamhet november 2007.